# Alfred Nicholson Leeds
Alfred Nicholson Leeds, née le 9 mars 1847 à Peterborough et mort le 25 août 1917 à Eyebury, est un paléontologue amateur anglais.

## Biographie
Leeds né à Eyebury, à Peterborough, le plus jeune des huit enfants d'Edward Thurlow Leeds (1802-1851) et d'Eliza Mary Leeds (née Nicholson). Il fait ses études à la Warwick School (en). Leeds souhaitait devenir un médecin, mais les circonstances l'obligèrent à prendre en charge à partir de 1868 la direction d'Eyebury Farm (dans The Fens et historiquement rattachée à l'abbaye de Peterborough) en tant que gentleman farmer.
Le frère aîné de Leeds, Charles, étudiant à l'université d'Oxford, avait été encouragé par le professeur John Phillips à persévérer dans la collecte de fossiles près de chez lui. Alfred le rejoignit dans ces recherches et, entre eux, ils développèrent de meilleures méthodes d'exhumation et d'enregistrement scientifique des fossiles dans l'argile molle que celles utilisées auparavant (Ils récompensaient les ouvriers des carrières d'argile (qui desservaient une briqueterie à Fletton, Peterborough) pour ne pas l'avoir fait lui-même, mais pour avoir envoyé un avis à Eyebury).
En 1887, Charles émigre en Nouvelle-Zélande ; mais Alfred continua à rechercher des fossiles, assisté de sa femme et de leur deuxième fils, Edward Thurlow Leeds (en) (1877-1955, conservateur de l'Ashmolean Museum, 1928-1945).
Leeds rassemble l'une des plus grandes collections de vertébrés fossiles au monde. En 1889, son portrait fut peint par William Nicholson, 17 ans. À partir de 1890, il commença à présenter au British Museum ses plus importants spécimens de fossiles jurassiques provenant de l'argile d'Oxford près de Peterborough. Il était membre de la Geological Society ; en 1893, il reçut une partie de son Fonds Lyell.
D'autres musées au Royaume-Uni et ailleurs détiennent des objets de sa collection, incluant le Musée national d'Irlande.
Un genre de poisson fossile, Leedsichthys, et plusieurs espèces éteintes, ont été nommées en son honneur.
Leeds décède à Eyebury le 25 août 1917 à l'âge de 70 ans.

## Découvertes et distinctions
- Début des années 1880 – il fait acquisition d'un squelette d'un dinosaure stégosaurien trouvé dans une fosse à briques près d'Eye, dans le Cambridgeshire. En 1887, il a été décrit par John Whitaker Hulke comme une nouvelle espèce, Omosaurus durobrivensis. Il est désormais considéré comme faisant partie du genre Lexovisaurus.
- années 1880 – il a collecté des fossiles d'un grand poisson osseux du Mésozoïque, qui se sont avérés appartenir au nouveau genre Leedsichthys, décrit et nommé en son honneur par Arthur Smith Woodward en 1889.
- 1887 – Hulke a décrit une espèce de sauropode, Ornithopsis leedsi, en la nommant en son honneur. Il a depuis été renommé Cetiosauriscus leedsi.
- 1889 – l' espèce type d'un genre de dinosaure iguanodontien a été nommée Camptosaurus leedsi en son honneur par Richard Lydekker. Il a depuis été rebaptisé Callovosaurus leedsi ,
- 1893 – Lydekker a nommé l'espèce type d'un genre de dinosaure ornithischien ankylosaurien Sarcolestes leedsi en son honneur.
- 1901 – Harry Seeley a décrit une espèce de stégosaure Omosaurus leedsi, en la nommant en son honneur[4]. Le genre a depuis été renomméDacentrurus.
- 1907-09 – il a collecté un fossile qui, en 2013, s'est avéré être la seule espèce de crocodyliforme géosaurine métriorhynchidé connue dans le genre Tyrannoneustes.